# ライチャウ市
ライチャウ市（ベトナム語：Thành phố Lai Châu / 城庯萊州  発音）はベトナムの西北地方のライチャウ省の省都である。首都ハノイから300km離れている。人口は2019年時点で81,777人、面積は70.77km2 である。

## 行政区画
以下の5坊2社を管轄する。
- クィエトタン坊（Quyết Thắng / 決勝）
- ドアンケット坊（Đoàn Kết / 團結）
- タンフォン坊（Tân Phong / 新豐）
- ドンフォン坊（Đông Phong / 東豐）
- クィエトティエン坊（Quyết Tiến / 決進）
- ナムルーン社（Nậm Loỏng / 稔隴）
- サンタン社（San Thàng / 山勝）